# Ljuben Nikolow
Ljuben Nikolow (bulgarisch Любен Николов; * 8. September 1985 in Sofia) ist ein bulgarischer Fußballspieler.

## Karriere
Lyuben Nikolow erlernte das Fußballspielen in der Jugendmannschaft von Lewski Sofia. Hier unterschrieb er auch 2004 seinen ersten Vertrag. Der Verein aus Sofia spielte in der ersten bulgarischen Liga, der A Futbolna Grupa. Von Sofia wurde er die gesamte Vertragslaufzeit ausgeliehen. Es erfolgten Ausleihen an die bulgarischen Vereine Wichren Sandanski, Rodopa Smoljan und FK Mariza Plowdiw. 2007 wechselte er zu Spartak Plowdiw. Mit dem Verein aus Plowdiw spielte er in der zweiten bulgarischen Liga, der B Grupa. Über die bulgarischen Stationen PFK Nessebar, Akademik Sofia und FK Dinamo Brest zog es ihn 2015 nach Thailand. Hier unterschrieb er einen Vertrag beim Sisaket FC. Der Klub aus Sisaket spielte in der ersten thailändischen Liga, der Thai Premier League. 2017 nahm ihn der Ligakonkurrent Super Power Samut Prakan FC aus Samut Prakan unter Vertrag. Am Ende der Saison musste Samut Prakan in die zweite Liga absteigen. Nach dem Abstieg verließ er Thailand. Der PKNP FC aus Malaysia nahm ihn ab Anfang 2018 unter Vertrag. Mit PKNP spielte er in der ersten Liga, der Malaysia Super League. Nach einem Jahr ging er 2019 nach Kambodscha, wo er sich dem Erstligisten Visakha FC aus Phnom Penh anschloss. Im August 2019 kehrte er in seine Heimat zurück. Hier verpflichtete ihn der Erstligist FC Dunaw Russe aus Russe.